# Мышецкий, Ефим Фёдорович
Князь Ефи́м Фёдорович Мыше́цкий (ум. около 1659) — русский государственный и военный деятель, дворянин московский (с 1627 года), воевода Саратова, Мангазеи, Мещовска, Свияжска и Великого Устюга, предполагаемый отец князя Даниила Ефимовича.

## Биография
Представитель княжеского рода Мышецких. Третий сын сына боярского и помещика, князя Фёдора Фёдоровича Мышецкого (ум. после 1615). Братья — Борис, Кузьма-Мурза, Андрей и Григорий Мышецкие.
В 1609—1610 годах князь Е. Ф. Мышецкий служил в полках под командованием боярина и воеводы, князя М. В. Скопина-Шуйского.
В 1610 году вместе с Салтыковым был отправлен в поход на Ладогу, где «побил неприятеля, языки многие поимал». В 1611—1612 годах князь Ефим Мышецкий два года находился в осаде в крепости Орешек, затем попал в плен, из которого бежал. В 1613 году служил в Бронницах. 20 ноября 1613 года в Новгороде князь Е. Ф. Мышецкий дал подписку за некоторых обывателей на верность шведскому королю. Потом служил под Смоленском и затем в Новгороде при боярине князе Иване Андреевиче Хованском, где он в стычке с литовскими людьми отбил Осипа Прончищева. В 1619 году — дворянин Водской пятины.
Летом 1620 года князь Ефим Мышецкий приехал в Саратов из Москвы; воеводой при нём был Семён Иванович Болтин. После его отставки в 1622 году не было решено, куда его направить, поэтому он остался в Саратове до приезда воеводы К. Н. Шушерина.
В 1625—1627 годах князь Е. Ф. Мышецкий находился на воеводстве в Мангазее и в Турухани. С 1627 года упоминается в чине дворянина московского. В 1632—1633 годах — полковой воевода в Мещовске. В 1633 году он был отправлен на помощь главному воеводе, боярину М. Б. Шеину, под Смоленск.
В 1635—1636 годах — воевода в Свияжске. В 1639 году в отсутствии царя Михаила Фёдоровича в столице князь Ефим Мышецкий «дневал и ночевал» на царском дворе.
В 1641—1643 годах князь Е. Ф. Мышецкий также ездил с посольством в Грузию. Царь Кахетии Теймураз I (1606—1648) принес присягу на верность русскому царю Михаилу Фёдоровичу, рассчитывая получить от Москвы военную помощь в борьбе против агрессии Сефевидского государства. Посол Е.Ф Мышецкий оставил записку о своей поездке в Кахетию, в которой, в частности, отметил разорение персами всех укреплений в Грузии — остались только села.
В 1646 году — 2-й судья Московского судного приказа. В 1647—1648 году князь Ефим Мышецкий сопровождал царя Алексея Михайловича в его поездке в Троице-Сергиеву лавру. В 1649 в бытность в Москве патриарха Иерусалимского Паисия был у него приставом. В 1652—1655 годах — воевода в Великом Устюге.

## Дети
- Князь Даниил Ефимович Мышецкий (? — 1661), стряпчий, стольник, воевода и дипломат
- Князь Борис Ефимович Мышецкий (ум. после 1689), стряпчий, стольник и воевода
- Князь Яков Ефимович Мышецкий (? — 1700), стольник и дипломат